# Muhsin Khan
Muhsin Khan Mushir-ed- dowleh (* 19. Jahrhundert; † 13. September 1910) war ein persischer Diplomat und Politiker.

## Leben
Muhsin Khan war der Sohn von Shaikh Kazam, einem Kaufmann in Täbris. Er trat 1848 in die persische Armee ein, war 1855 Botschaftssekretär zweiter Klasse in Sankt Petersburg, von 1856 bis 1857 im Anglo-Persian War eingesetzt, von 1858 bis 1865 Botschaftssekretär unter Hasan 'Ali Khan Garusi und 1866 Geschäftsträger in Paris.
Von 1872 bis 1890 war er Botschafter in Istanbul. Er schrieb für die Zeitung »Qanun« (Gesetz), weshalb er 1891 von Konstantinopel nach Teheran abberufen wurde. Er erhielt den Titel Moshir od-Dowleh. 1892 fungierte er als Handels- und Justizminister. Im November 1896 wurde er Außenminister und schließlich Ministerpräsident.